# 俄罗斯正教会的教派分裂

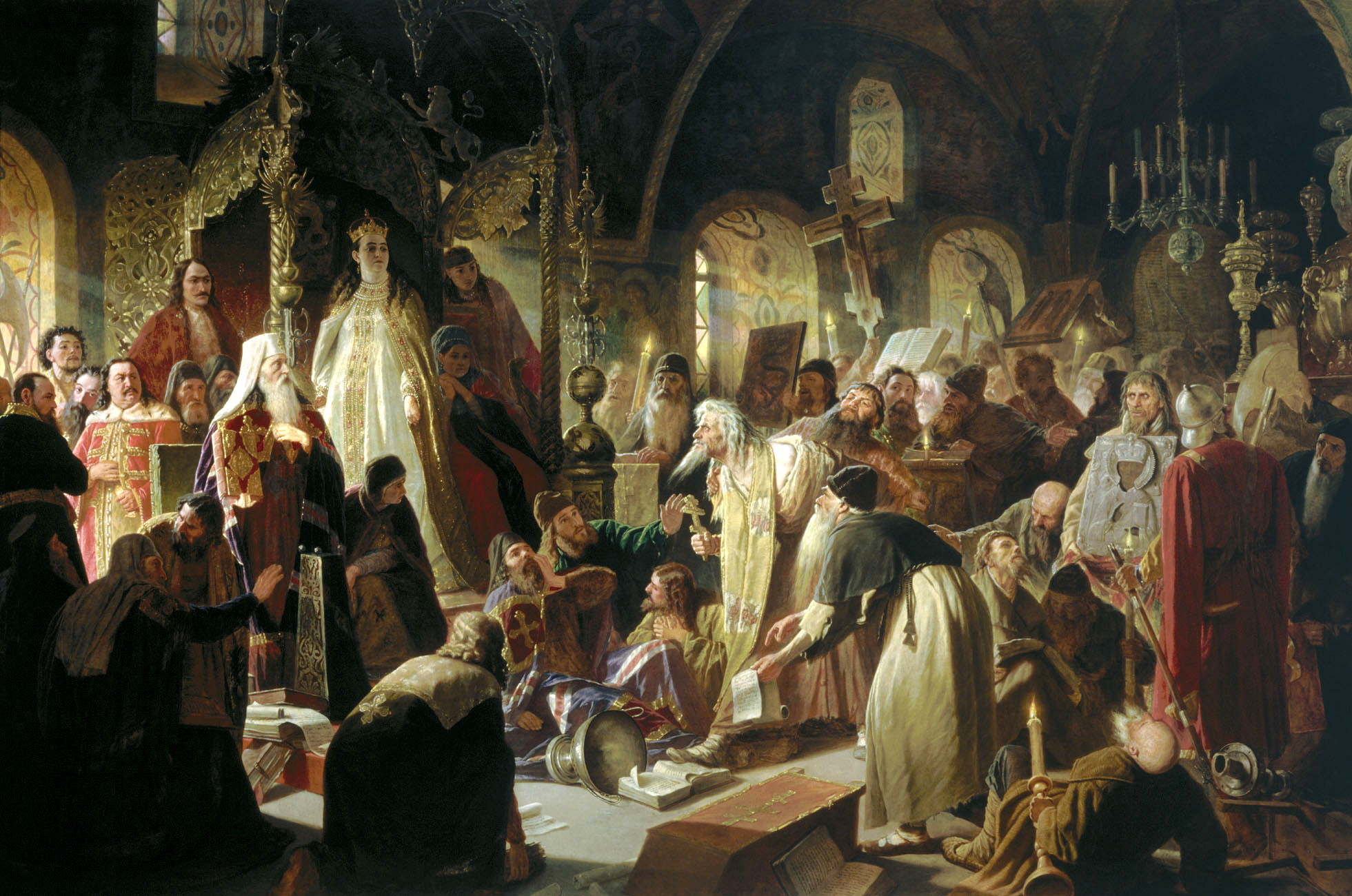
舊信徒派牧師尼基塔·逼斯托斯夫椏和牧首約阿希姆爭辯信仰問題。瓦西里·彼罗夫於1880年繪製

俄罗斯正教会的教派分裂（俄语：раскол，俄語發音：[rɐskol]，意思是“分裂”或“教派分裂”），是牧首尼孔在1653年的改革，目的是為了將希臘和俄羅斯教會的教義及禮拜儀式整合為一致，引發了俄羅斯東正教會的分裂，在17世紀中葉分裂為一個正式的教會和一個舊禮儀派的事件。

## 分離教派-教會的改革結果
一些有影響力的成員形成稱為虔誠狂熱派（俄語：Кружок ревнителей благочестия，Kruzhok revnitelei blagochestiya）代表俄羅斯東正教信仰的淨化。他們力圖改革莫斯科公國的社會，把它變成更合於基督教的價值觀和改善教會的禮拜儀式。其結果是，他們還從事教義歧異的修訂，並修正禮拜書。這個圈子裡最有影響力的成員是主牧師阿瓦庫姆、伊万雷若洛夫、斯蒂芬·芙尼乏替耶夫(Stephan Vonifatiyev)、飛約多·瑞替習契夫和當時仍然還是諾夫哥羅德大主教，後來成為俄羅斯正教會第七任的莫斯科和全俄羅斯牧首的尼孔他自己。
1653年起，牧首尼孔在阿列克謝·米哈伊洛維奇沙皇的支持下，開始根據希臘東正教現行版本修改俄羅斯禮拜書的程序，改變了一些儀式（如: 以三根手指替代中指微彎的兩指十字聖號，讚美詩“哈利路亞”要複誦三次，替代傳統的兩次，將祈禱時的跪拜改為鞠躬禮，教堂禮儀行列行進方向要自西向東（朝著太陽）而不是自東向西（順著太陽升降方向）等等）。這些創新改變遭遇到來自神職人員以及人民的抗拒，根據傳統東正教神學和教會規則質疑這些改革的合法性和正確性。無視這些抗議，在1654年至1655年教會主教會議批准了這些改革。 1653年至1656年，在埃皮法尼·斯拉維內特斯基管轄的下莫斯科印書場開始印制翻譯修正新版本的禮拜書。

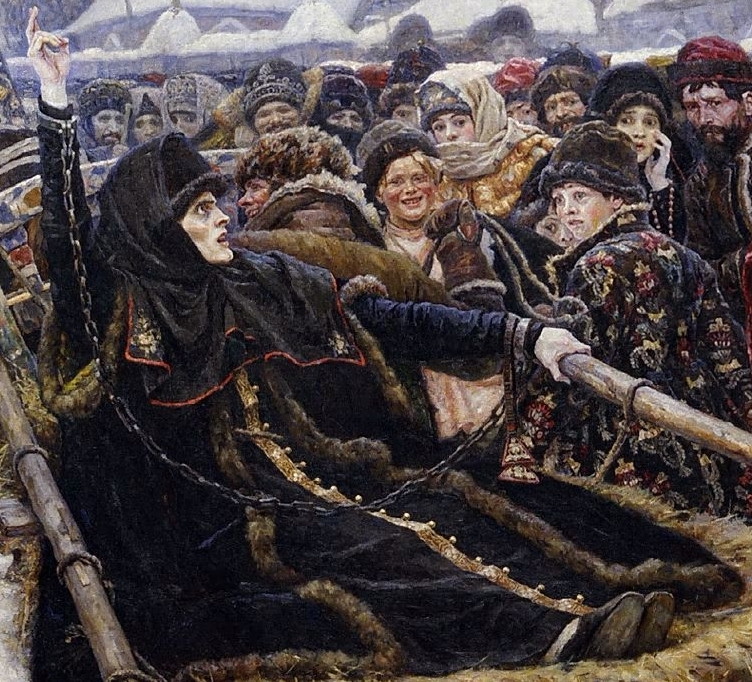
這幅由瓦西里·伊萬諾維奇·蘇里科夫所繪製的油畫，描繪1671年波雅爾因雅·莫羅佐娃被牧首尼孔在費奧多西亞逮捕的過程——她舉起兩個手指，顯示舊的兩指交叉的十字聖號：用兩個手指，而不是三個。

傳統、普遍的觀點認為，這些改革不僅影響了俄羅斯東正教會信仰的外在儀式，而這些變化反映內在實質的改變，被視為在俄羅斯人民宗教中的一件大事。然而，這些改革，除了他們的專橫，還拋棄了現存的民族神話，而是建立教會和信徒之間與傳統截然不同的新關係。很快就顯現出，牧首尼孔這項改革的目的是加強他自己、教會和中央的集權及權威。尼孔強制實行新的神聖禮拜書籍和禮儀造成虔誠狂熱派和尼孔之間的主要隔閡。他們一些成員站出來代表古老的信仰，反對牧首的改革行動。
阿瓦庫姆和科斯特羅馬的丹尼爾呼籲沙皇在禮拜儀式和佈道時使用交叉的兩個手指標誌的和鞠躬。然後，他們試圖證明神職人員按照希臘標準書來做的修正褻瀆了純潔的信仰，因為希臘教會已經偏離了“古老虔誠”，而且所有禮拜書籍皆在天主教印刷廠印製，因此他們其實受到羅馬天主教的影響。伊万雷若洛夫發言反對牧首權力的加強和要求民主化的教士管理。尼孔和舊信仰捍衛者之間的衝突日益嚴重，並很快導致了阿瓦庫姆、伊万雷若洛夫和其他人受到迫害，他們最終在1682年遭火刑處死。

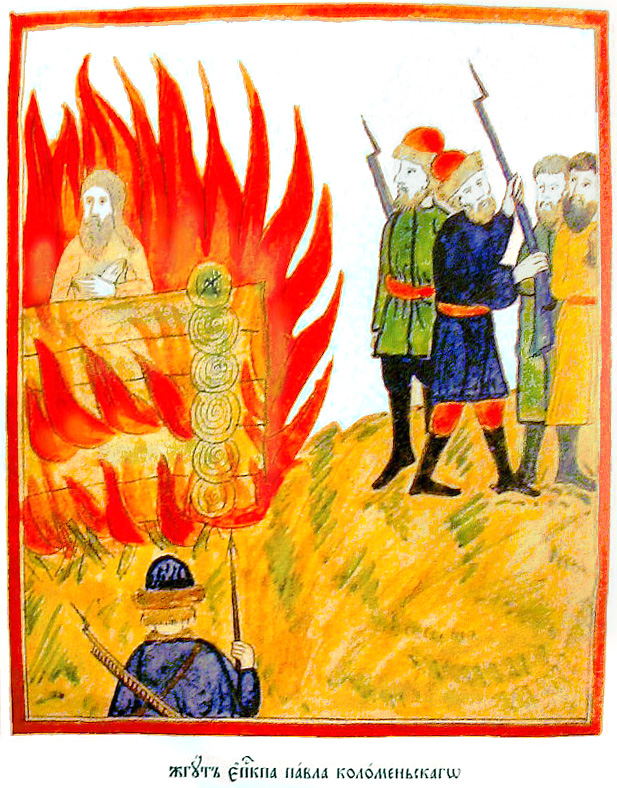
1656年被解除聖職不久就以火刑處死的主教科洛姆納的保羅，一個19世紀藝術家繪製的示意圖

俄羅斯社會中，有許多不同階層的支持者，認同應該捍衛舊信仰，並因而誕生了分離教派運動。一部分舊信仰低級別神職人員抗議，來自於教會領袖的年復一年增加的食役封建制度壓迫。一些高級神職人員的成員參予分離教派運動運動，是由於不滿尼孔的理念和他對教會改革的專橫。他們中的一些人，如主教科洛姆納的保羅、維亞特卡的亞歷山大(Alexander of Vyatka)大主教（以及一些修道院，如著名的索洛韋茨基修道院），站出來代表古老的信仰，主教保羅最終因他對老禮儀的忠誠被火刑處死。女贵族莫羅佐娃、她的妹妹公主烏如索娃(Urusova)和一些其他的朝臣，也公開或暗中同情支持古老信仰的捍衛者。
這樣情況下形成的統一“官方教會”，當中由很多異質力量組成。當中不同的分離教派運動，會帶着些互相矛盾的意識形態。某些理想化和對傳統價值觀的保護以及古老的習慣風俗，以批判的態度面對創新，民族獨創性的保護和對殉教激進元素的接受，在舊的信仰名號下作為的唯一前往救贖的途徑，對封建制度和農奴制的批判被纏結在一起。社會不同的階層被這一意識形態不同的面向吸引結合在一起。
該分離教派的最激進的護教士宣揚世界末日和敵基督即將到來，沙皇和牧首崇拜的是撒旦，這樣的說法在俄羅斯民眾中有廣泛的響應，和這些最激進世界末日的意識形態共鳴。分離教派運動因此成為保守主義的先鋒，並在同一時間自然形成為反對黨。

## 動亂和迫害
1666年至1667年的泛東正教理事會後，會議結論詛咒舊信仰的捍衛者為異端並對他們作出相關懲罰的決定，這使分離教派運動增強了同仇敵愾的力量。尤其是低級別的神職人員，被斷絕了與教會的關係，迫使他們成了反對派的領袖。改革主要的要求，成為他們意識形態宣傳教會的分裂是為了保存一直存在的東正教信仰。分離教派最顯著的表現包括所謂的火洗禮或自焚，施洗者约翰在馬太福音3:11所說的：
我是用水給你們施洗，叫你們悔改；但那在我以後來的，能力比我更大，我就是給他提鞋也不配，他要用聖靈與火給你們施洗。
 — 馬太福音3:11
這就是舊信徒運動中宣揚世界末日近了最激進元素的實踐。

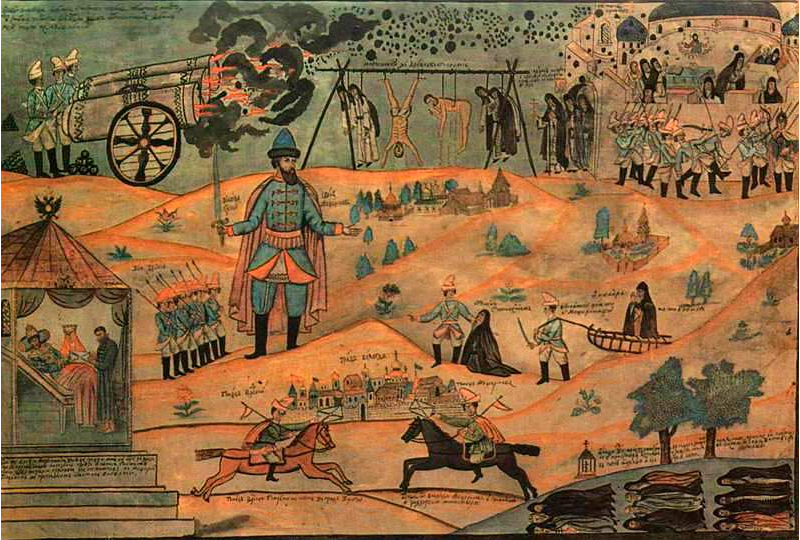
19世紀早期米哈伊爾·格里戈里耶夫（Mikhail Grigoriev）繪製的民間漫畫《莫斯科大公的司令官平定索洛韋茨基修道院起義》。

舊信徒派很快分裂成不同的教派，主要是聖徒派和舊禮儀派。受到分離教派理論家佈道禮拜的吸引，許多波薩德的居民，主要是農民、 手工業者和哥薩克人逃到了俄羅斯北部和茂密的森林中的和俄羅斯南部邊境伏爾加河沿岸地區、西伯利亞，甚至遠至國外，在那裡他們將組織自己的村社。這是拒絕接受俄羅斯正教新的禮拜儀式的普通俄羅斯人民大規模出亡外移。在1681年，政府指出“教會的敵人”在增加，特別是在西伯利亞。配合俄羅斯東正教積極支持的行動，它開始迫害所謂的“分裂者”。
在17世紀70-80年代，因為某些俄羅斯社會中的醜惡現象曝光，使得分離教派的意識形態有了特別重要的意義。一些分離教派的護教士，如阿瓦庫姆和他的被流放在普斯投茲約斯克監獄的兄弟，見證了一些公義的起義，並將這些起義解釋為神對傳教士和沙皇政府專橫行為的懲罰。有些舊信徒教派的支持者參加了斯捷潘·拉辛在1670年至1671年發起的叛亂，但這次起義是不被視為一個舊信徒叛亂，而且斯捷潘·拉辛他自己有強烈反對教會的觀點。舊信徒教派的支持者在1682年莫斯科起義中發揮了重要作用。許多舊信徒教派成員往西部遷移，尋求波蘭立陶宛聯邦的宗教寬容政策庇護，允許他們自由地實踐他們的信仰。

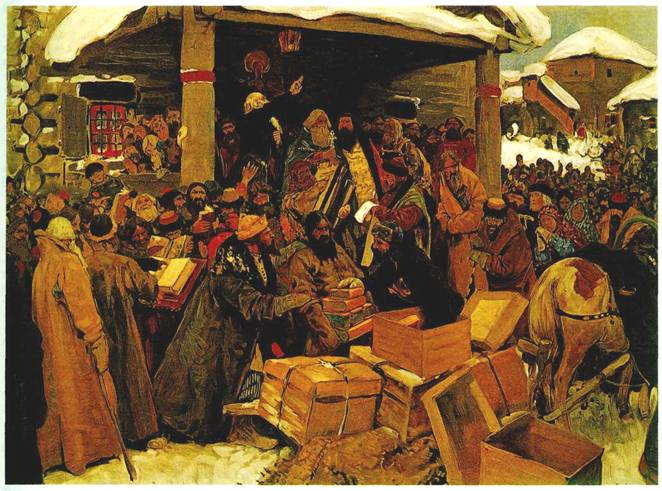
分離教派時代的場景示意圖

在17世紀末到18世紀初，俄羅斯東正教的改革已經很明顯不可逆轉，最激進的分離教派運動就開始逐步衰退。在內部政策上，彼得大帝減少了對分離教派信徒的迫害。但是，沙皇對他們提高了的稅金。在葉卡捷琳娜大帝統治期間，甚至鼓勵已逃亡國外的分離教派信徒返回祖國。然而，在1905年以前，分離教派在俄羅斯依然是非法的。
分離教派仍然存在，俄羅斯東正教會莫斯科及全羅斯牧首和分離教派信徒之間依然存有對立，雖然在官方層面，雙方同意在和平共處。但從神職和神學的觀點分離教派仍是一個極受爭議的問題，是俄羅斯歷史上最悲慘的事件之一。

## 擴展閱讀
- 尼孔
- 旧礼仪派
- 阿瓦庫姆
- 羅迪翁·蕤思科伲科夫（英语：Rodion Raskolnikov）

### 英文资料
- Cherniavsky, M, , Church History (article), 1955, XXIV: 147–57.
- Crummey, Robert O, , Wisconsin UP, 1970.
- Gill, T, , Cambridge, 1959.
- Shevchenko, I, , Church History (article), 1955, XXIV: 291–323.
- Zenkovsky, Serge A, , Harvard Slavic Studies, 1957, III: 49–66.
- ———, , Indiana Slavic Studies, 1956, I: 1–51.
- ———, , Harvard UP, 1967 [1960]
- ———, , Russian Review, 1957, XVI: 37–58.

### 俄文资料
- Голубинский (Golubinskij), ЕЕ,  [History of the Russian Church], Москва (Moscow), 1900.
- ———,  [Contribution to our polemic with the Old believers], ЧОИДР (ČOIDR), 1905.
- Зеньковский, СА (Zenkovskij, SA),  [Russia’s Old Believers] I, II, Москва (Moscow), 2006.
- Каптерев, НФ (Kapterv, NF),  [Patriarch Nikon and his opponents in the correction of church rituals], Москва (Moscow), 1913.
- ———,  [Character of the relationships between Russia and the orthodox East in the 16th and 17th centuries], Москва (Moscow), 1914.
- Карташов, АВ (Kartašov, AV),  [Outlines of the history of the Russian church], Париж (Paris), 1959.
- Ключевский, ИП (Ključevskij, IP),  [Works] I–VIII, Москва (Moscow), 1956–59 .
- Кутузов, БП (Kutuzov, BP),  [The church “reform” of the 17th century], Москва (Moscow), 2003.